# Stomatisora geophilicola
Stomatisora geophilicola är en svampart som beskrevs av J.M. Yen 1971. Stomatisora geophilicola ingår i släktet Stomatisora och familjen Mikronegeriaceae.   Inga underarter finns listade i Catalogue of Life.